# Défenseur des enfants
 (décembre 2024).
Si vous disposez d'ouvrages ou d'articles de référence ou si vous connaissez des sites web de qualité traitant du thème abordé ici, merci de compléter l'article en donnant les références utiles à sa vérifiabilité et en les liant à la section « Notes et références ».
En France, le défenseur des enfants était une autorité administrative indépendante instituée par la loi no 2000-196 du 6 mars 2000. Son titulaire était « chargé de défendre et de promouvoir les droits de l'enfant ». Il garantit ainsi particulièrement l'application de la Convention de New York sur les droits de l'enfant.
Un projet de loi présenté par le gouvernement le 9 septembre 2009 a supprimé cette institution, ce qui déclenche la colère de l'Unicef en France qui se déclare "scandalisée", de la Ligue des droits de l'Homme (LDH), ainsi que de divers partis politiques et syndicats.
La loi, adoptée par le Parlement, est promulguée le 29 mars 2011.
À compter du 1er mai 2011, le Défenseur des droits reprend les missions du Défenseur des enfants dont la fonction est désormais exercée par l'un de ses trois adjoints qui, à ce titre, est vice-président du « collège chargé de la défense et de la promotion des droits de l’enfant », créé spécialement au sein de la nouvelle autorité et donc défenseur des droits des enfants. Eric Delemar occupe le poste depuis 13 novembre 2020.

## Fonctionnement
Le défenseur des enfants est nommé pour six ans par décret en Conseil des ministres. Son mandat n'est pas renouvelable. Il ne peut être mis fin à ses fonctions avant l'expiration de ce délai, sauf en cas d'empêchement constaté par le Conseil d'État.
Il ne peut être élu conseiller municipal, général ou régional (articles L. 194-1, L. 230-1, L. 340 du code électoral).
Une loi organique devait aussi garantir l'inéligibilité du Défenseur des enfants aux élections législatives et sénatoriales. Cependant, elle a été censurée par le Conseil constitutionnel, saisi par le Premier ministre Lionel Jospin en application de l'article 61, alinéa 1, de la Constitution. En effet, la loi organique concernant cette inéligibilité avait été adoptée avant que la loi instituant un Défenseur des enfants ne soit entrée en vigueur : elle était encore en discussion au sein du Parlement. Rien n'indique donc que le vote d'une telle loi organique aujourd'hui puisse être censurée de la même manière par le juge constitutionnel français.
Par la place qui lui a été donnée, il incarne la volonté de l'État français à œuvrer pour une protection de l'enfance en France.

## Procédure applicable

### Une saisine élargie aux mineurs
L'originalité de cette institution est qu'elle peut baser son action sur la réclamation individuelle des enfants eux-mêmes, ou de leurs représentants légaux, au sujet d'une personne morale, ou privée, qui ne respecterait pas les droits de l'enfant. Un enfant mineur, qui n'a pas de lui-même la capacité d'ester en justice, dispose ainsi d'un certain moyen de recours devant les juridictions nationales et européennes, notamment la Cour européenne des droits de l'homme, chargée d'appliquer la Convention européenne des droits de l'homme.
Le défenseur des enfants n'est pas obligé de notifier cette réclamation aux représentants légaux du mineur, si c'est le mineur qui lui adresse une réclamation. Le mineur peut donc parfaitement réclamer la saisine du défenseur des enfants à l'encontre de ce représentant légal.
Enfin, les associations reconnues d'utilité publique qui défendent les droits des enfants peuvent aussi lui adresser des réclamations.
C'est ensuite au défenseur des enfants lui-même d'agir, dans l'hypothèse du caractère sérieux des réclamations qui lui sont adressées.

### Effets de la saisine: la volonté d'une médiation
Divers effets sont prévus par la loi du 6 mars 2000 instituant un Défenseur des enfants. Ils varient selon que la personne soit de droit privé (personne physique, entreprise, etc.) ou de droit public (État, collectivité territoriale, établissement public, etc.). Les personnes de droit privé investies dans une mission de service public sont considérées comme des personnes de droit public : cela peut notamment être l'hypothèse d'une association.
Dans toutes les hypothèses, le mode de résolution du litige doit être de préférence écarter un recours contentieux devant une juridiction, par le moyen d'une médiation qu'il exerce ou qu'il délègue.
La Défenseur des enfants peut, en outre, saisir la Commission nationale de déontologie de la sécurité instituée par la loi no 2003-239 du 18 mars 2003 pour la sécurité intérieure. Elle peut ainsi se substituer à un parlementaire si elle a connaissance, par le moyen d'une réclamation, ou d'elle-même, « de faits dont elle estime qu'ils constituent un manquement aux règles de la déontologie » (article 4 de la loi no 2000-494 du 6 juin 2000 portant création d'une Commission nationale de déontologie de la sécurité).

#### Effets de la saisine envers une personne de droit public ou investie d'une mission de service public
Lorsque la réclamation va à l'encontre d'une personne de droit public, le défenseur des enfants transmet la réclamation de caractère sérieux au Médiateur de la République. Les conditions de cette transmission sont prévues par une convention conclue entre eux. Toutefois, c'est toujours le Défenseur des enfants qui informe l'enfant concerné ou ses représentants légaux du résultat de ces démarches.

#### Effets de la saisine envers une personne de droit privé
Lorsque la réclamation va à l'encontre d'une personne de droit privé, le Défenseur des enfants est pleinement compétent pour exercer d'abord une médiation. Il peut demander toute pièce ou dossier concernant la réclamation dont il est saisi, de façon motivée toutefois ; il peut aussi demander des pièces protégées par le secret professionnel, à la condition « qu'aucune mention ne permettant l'identification des personnes dont le nom lui aurait été ainsi révélé ne soit faite dans les documents publiés sous son autorité ».
Lorsqu'il apparaît au Défenseur des enfants que les conditions de fonctionnement d'une personne morale portent atteinte aux droits de l'enfant, il peut lui proposer toutes mesures qu'il estime de nature à remédier à cette situation. Le Défenseur des enfants ne peut intervenir dans une procédure engagée devant une juridiction ni remettre en cause le bien-fondé d'une décision juridictionnelle, mais a la faculté de faire des recommandations à la personne mise en cause.

## Les recommandations du Défenseur des enfants sur les droits de l'enfant
La mission du Défenseur des enfants ne pourrait être entièrement assurée s'il ne pouvait pas s'exprimer sur le cadre législatif et réglementaire des droits de l'enfant. Le Défenseur des enfants peut ainsi proposer des modifications aux pouvoirs publics, dans l'hypothèse où des dispositions législatives ou réglementaires relatives aux droits des enfants aboutiraient à des situations « inéquitables ».
Il peut également « suggérer » toute modification de textes législatifs ou réglementaires visant à garantir un meilleur respect des droits de l'enfant. Particulièrement, il émet des recommandations afin que les stipulations des engagements internationaux dépourvus d'effet direct puissent être incorporés dans les textes nationaux en vigueur.
En réalité, cette faculté est largement utilisée, et montre la place que peut prendre cette institution nouvelle pour défendre les intérêts des enfants.
Le Défenseur des enfants Claire Brisset a ainsi demandé la création d'un nouveau délit (loi no 2002-305 du 4 mars 2002 relative à l'autorité parentale) permettant désormais de pénaliser les clients de prostitués âgés de 15 à 18 ans (par le moyen des articles 225-12-1 à 225-12-4 nouveaux du code pénal, condamnant le "recours à la prostitution d'un mineur" de trois ans d'emprisonnement et 45 000 € d'amende).
Enfin, et afin de combattre les mariages forcés, le Défenseur des enfants et le Médiateur de la République avaient proposé en mars 2005 de modifier le code civil en portant l'âge minimal du mariage à dix-huit ans pour les filles. Cette disposition a été retenue dans l'article premier de la loi nº 2006-399 du 4 avril 2006, modifiant l'article 144 du code civil français, qui dispose désormais que « L'homme et la femme ne peuvent contracter mariage avant dix-huit ans révolus ». Cet article n'avait pas été modifié depuis la promulgation du code civil en 1803

## Logotype

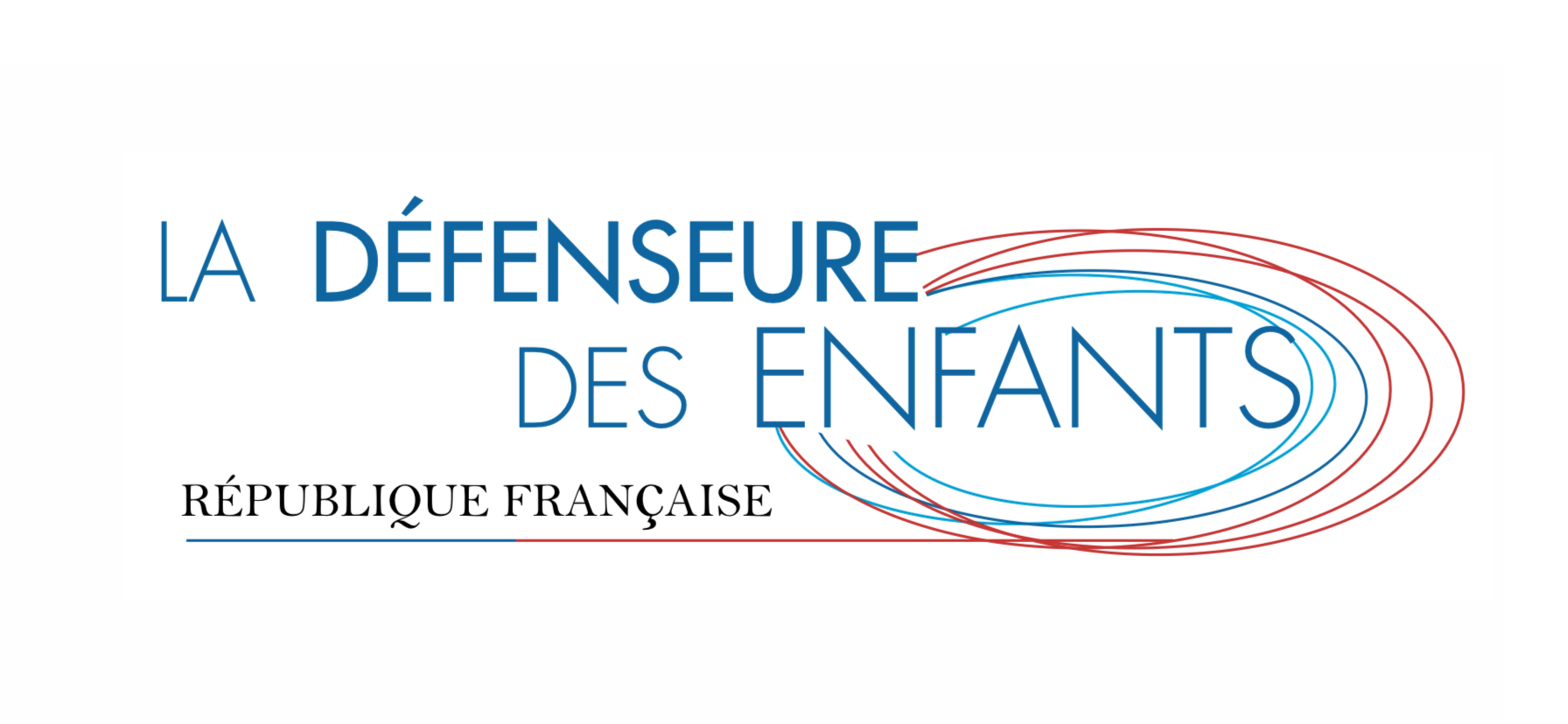
Logo du La Défenseure des Enfants de 2006 à 2010.

## La promotion des droits de l'enfant
Le Défenseur des enfants assure la promotion des droits de l'enfant et organise des actions d'information sur ces droits et leur respect effectif.
À l'occasion de la journée internationale des droits de l'enfant le 20 novembre, il présente au président de la République et au Parlement un rapport annuel dans lequel il établit le bilan de son activité.

## Liste des Défenseurs des enfants
- Défenseurs des enfants :
  - Claire Brisset, du 4 mai 2000 au 3 mai 2006.
  - Dominique Versini, du 28 juin 2006 au 30 avril 2011.
- Défenseurs des droits de l'enfant (adjoints du Défenseur des droits) :
  - Marie Derain, du 13 juillet 2011[1] à septembre 2014,
  - Geneviève Avenard, depuis le 26 septembre 2014[2] au 16 juillet 2020.
  - Eric Delemar, ancien éducateur spécialisé, depuis le 16 novembre 2020[3].